# 伊丽莎白·拉泽尔
伊丽莎白·拉泽尔（羅馬尼亞語：Elisabeta Lazăr，1950年8月22日—），罗马尼亚女子赛艇运动员。她曾代表罗马尼亚参加1976年夏季奥林匹克运动会赛艇比赛，获得女子四人双桨有舵手铜牌。